# 博瓦尔 (瓦兹省)
博瓦尔（法語：Beauvoir，法語發音：[bovwaʁ] ⓘ）是法国瓦兹省的一个市镇，属于克莱蒙区。

## 地理
博瓦尔（49°36'10"N, 2°19'37"E）面积10.27 平方千米，位于法国上法蘭西大區瓦兹省，该省份为法国北部内陆省份，北起索姆省，西接厄尔省和滨海塞纳省，南至塞纳-马恩省和瓦兹河谷省，东临埃纳省。
与博瓦尔接壤的市镇（或旧市镇、城区）包括：邦维莱尔、布勒特伊、舍普瓦、圣昂德雷法里维莱尔、塔尔蒂尼、旺德伊-卡普利。

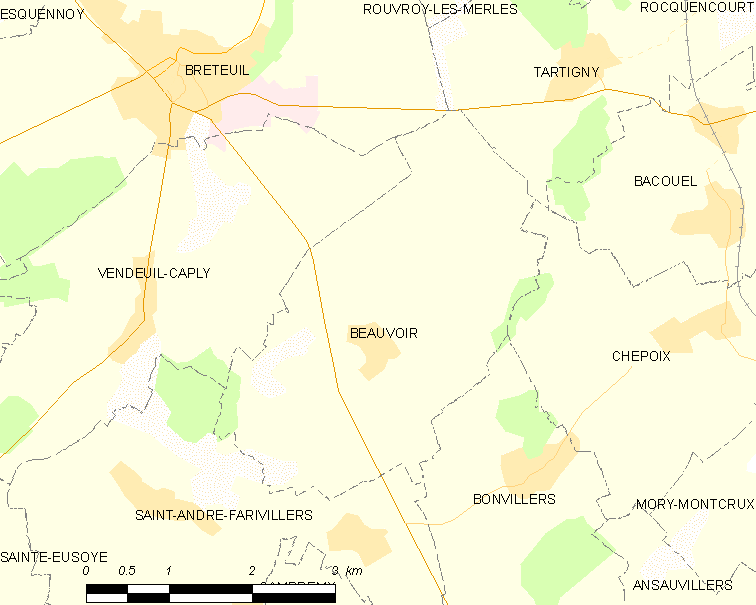
的OSM定位图

博瓦尔的时区为UTC+01:00、UTC+02:00（夏令时）。

## 行政
博瓦尔的邮政编码为60120，INSEE市镇编码为60058。

## 政治
博瓦尔所属的省级选区为圣瑞斯特昂绍塞县。

## 人口

1962-2008年间人口变化图示

博瓦尔于2022年1月1日时的人口数量为224人。